# Толмачёв, Виктор Григорьевич
Ви́ктор Григо́рьевич Толмачёв (род. 8 июня 1951, Бугуруслан Оренбургской области) — генеральный директор акционерного общества «Воткинский завод» в 1995—2020 годах.

## Биография
Родился 8 июня 1951 года в городе Бугуруслан Оренбургской области. Сын фронтовиков.
1968—1974 годы — обучение в Куйбышевском авиационном институте имени С. П. Королёва на факультете «Самолётостроение» по специальности «Производство летательных аппаратов»
1974 год — работа на ПО «Воткинский завод». Начал работу мастером цеха, затем работал старшим мастером, заместителем начальника цеха, затем главным инженером Воткинского завода.
В 1995 году стал генеральным директором АО «Воткинский завод».
Единственный за 260 лет руководитель завода, который прошёл здесь все ступеньки служебной лестницы — от мастера до руководителя предприятия.
Под его руководством в условиях жесточайшего кризиса Воткинский завод не только монтировал оборудование для платёжеспособных газовиков и нефтяников, но и на банковские кредиты отрабатывал производство универсального комплекса «Тополь-М» и модернизированного «Искандера».
Входит в Совет Союза производителей нефтегазового оборудования, возглавляемый Ю. Д. Маслюковым. Был инициатором Всероссийских совещаний руководителей оборонно-промышленного и нефтегазового комплексов (ВПК-ТЭК).. С 1996 года — член совета директоров ОАО «Уральский трастовый банк».

## Звания и награды[2]
- Лауреат Государственной премии Российской Федерации имени Маршала Советского Союза Г. К. Жукова в области создания вооружения и военной техники (2016)[7].
- Лауреат премии Правительства РФ в области науки и техники (2004).[источник не указан 4027 дней].
- Заслуженный работник ракетно-космической промышленности Российской Федерации (2007).[8]
- Награждён орденами «За заслуги перед Отечеством» IV степени (2003), Орденом Почета (1998), «Дружбы народов» (1990).
- В 2009 году Владимир Владимирович Путин отметил его труд Почётной грамотой Правительства РФ.
- В августе 2007 года Святейший Патриарх Московский и всея Руси Алексий II вручил Виктору Григорьевичу орден Святого благоверного князя Даниила Московского II степени.
- Заслуженный машиностроитель Удмуртии, дважды занесён на республиканскую Доску почёта.
- Удостоен медалей Федерального космического агентства: «Звезда Циолковского», имени академика Надирадзе, знака «За обеспечение космических стартов».
- Награждён орденом Александра Невского[9]. [где?][источник не указан 2386 дней]